# Jean-Christophe Péraud
Jean-Christophe Péraud nascido a 22 de maio de 1977 em Toulouse é um ciclista francês especialista em ciclismo de montanha e em ciclismo em estrada.

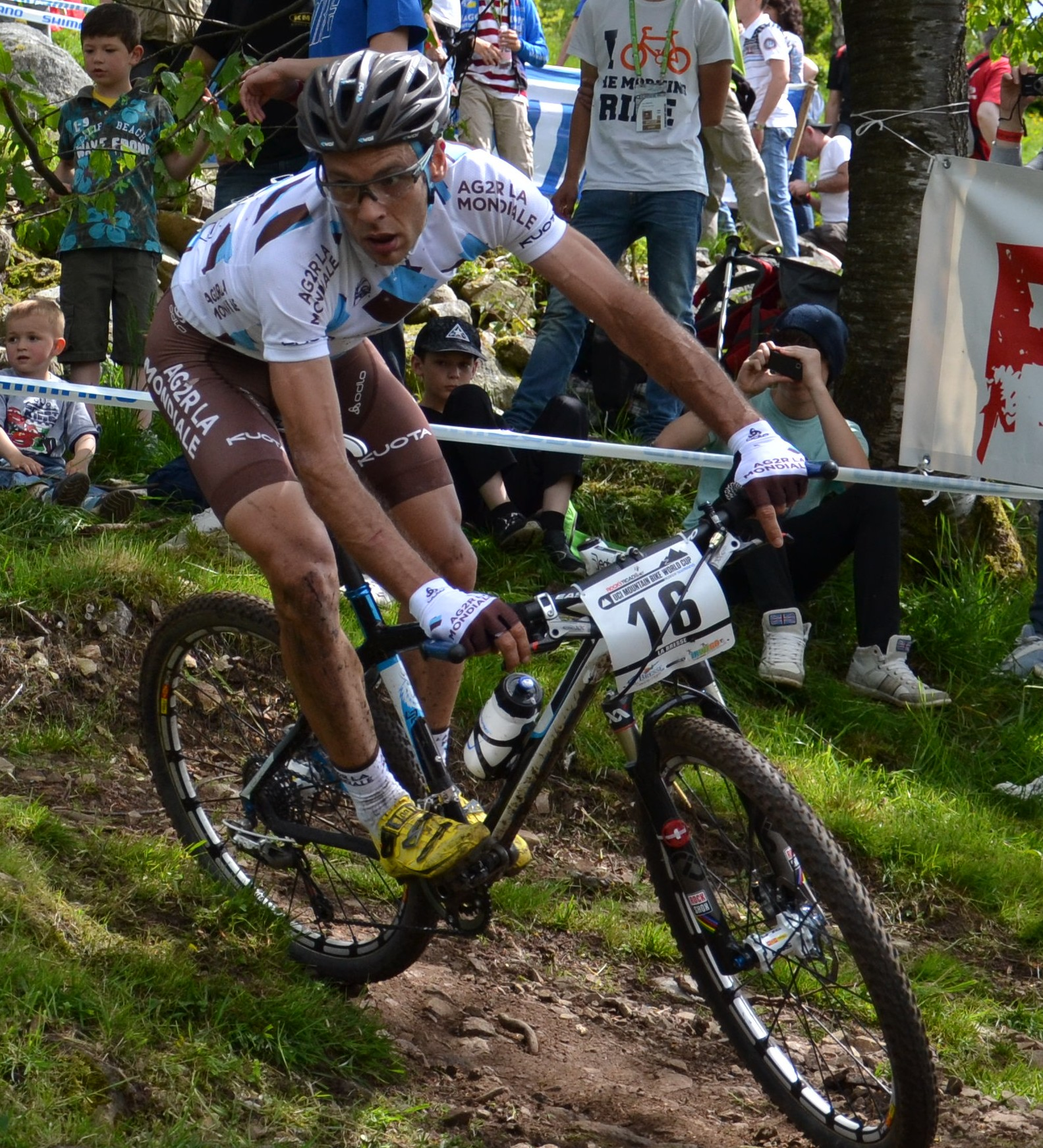
Jean-Christophe Péraud na corrida A Bresse 2012 de ciclismo de montanha.

## Biografia
Ganhou a medalha de prata na prova na prova de ciclismo de montanha dos Jogos Olímpicos de Pequim 2008, entrando por trás do também francês, Julien Absalon.
Ganhou o campeonato de França em estrda na categoria amador no ano 2008 consolidando-se como um dos melhores ciclistas amadores de estrada franceses depois de ter ganho também em 2006 o Lhes Boucles du Sud Ardèche. Durante essa época vivia em Lyon e corria com a equipa Creusot Ciclisme ainda que no âmbito desportivo seguia centrando-se no ciclismo de montanha utilizando a estrada como treinamento.
O 25 de junho de 2009, ganhou por surpresa o Campeonato de  França Contrarrelógio a frente de Sylvain Chavanel, duplo campeão, convertendo-se assim no primeiro aficionado a ganhar este título. Isso lhe fez ser seleccionado com França para a prova contrarrelógio do Mundial de Mendrisio onde conseguiu ser o primeiro amador ao acabar 11º. Ademais, um mês depois, foi segundo numa das carreiras finais da temporada: a Chrono dês Nations-Lhes Herbiers.
Depois destes bons resultados em estrada estreia como profissional nessa disciplina assinando com a equipa belga Omega Pharma-Lotto para as temporadas 2010 e 2011. Portanto, abandonou o posto de engenheiro em Areva (empresa francesa especializada em energia) que ocupou desde 2008.
Em 2010, destacou na Paris-Nice terminando oitavo na geral e em abril conseguiu acabar quarto na Volta ao País Basco (em ambas subiu um posto graças à desclassificação de Alejandro Valverde). Durante o resto da temporada não destacou especialmente.
Em 2011 a seus 34 anos consegue sua melhor classificação numa das grandes voltas por excelência, o Tour de França, onde finalizou numa excelente 9ª posição. (10ª originalmente mas a sanção de Alberto Contador por positivo no Tour de França 2010 fez-lhe ganhar um posto na geral).
Em 2012 faz uma temporada muito discreta com respeito à anterior, conseguindo como melhor posto o 7º na general da Volta ao País Basco .

## Palmares

### Ciclismo de montanha
2002
Campeonato Europeo por Equipos 
2003
Campeonato de França Maratona  
2005
Campeonato Europeu 
2º no Campeonato de França 
2007
3º no Campeonato de França 
2008
2º no Campeonato de França 
2º no Campeonato Olímpico Pequim (montanha) 
Campeonato Mundial Campo a Través por Relevos Misto]] (fazendo equipa com Arnaud Jouffroy, Laurence Leboucher y Alexis Vuillermoz)  
Campeonato Europeu por Equipas 

### Corridas em estrada
2006
Les Boucles du Sud Ardèche
2009 (como amador)
Campeonato de França Contrarrelógio  
2013
1 etapa do Tour do Mediterrâneo
2014
1 etapa do Tour do Mediterrâneo
Critérium Internacional
2.º no Tour de France
2015
Critérium Internacional, mais 1 etapa

## Resultados nas Grandes Voltas e Campeonatos do Mundo
Durante a sua carreira desportiva tem conseguido os seguintes postos nas Grandes Voltas, nos Campeonatos do Mundo em estrada e nos de ciclismo de montanha:
| Corrida                         | 2001 | 2002 | 2003 | 2004 | 2005 | 2006 | 2007 | 2008 | 2009 | 2010 | 2011 | 2012 | 2013 | 2014 |
| ------------------------------- | ---- | ---- | ---- | ---- | ---- | ---- | ---- | ---- | ---- | ---- | ---- | ---- | ---- | ---- |
| Giro d'Italia                   | -    | -    | -    | -    | -    | -    | -    | -    | -    | -    | -    | -    | -    | -    |
| Tour de France                  | -    | -    | -    | -    | -    | -    | -    | -    | -    | -    | 9º   | 44º  | Ab.  | 2º   |
| Vuelta a España                 | -    | -    | -    | -    | -    | -    | -    | -    | -    | 37º  | -    | -    | -    | -    |
| Mundial em Estrada              | -    | -    | -    | -    | -    | -    | -    | -    | -    | -    | -    | -    | -    | 61º  |
| Mundial Contrarrelógio          | -    | -    | -    | -    | -    | -    | -    | -    | 11º  | -    | -    | -    | -    |      |
| Mundial de Ciclismo de Montanha | 49º  | 21º  | 21º  | 8º   | 9º   | 7º   | -    | 7º   | -    | -    | -    | -    | -    | -    |

-: não participa

Ab.: abandono

## Equipas

### Ciclismo de montanha
- Team Lapierre (1998-2005)
- Orbea (2006-2008)
- Massi (2009)

### Estrada
- Omega Pharma-Lotto (2010)
- Decathlon AG2R La Mondiale Team (2011-2015)